# Omaha (Texas)
Omaha é uma cidade localizada no estado norte-americano do Texas, no Condado de Morris.

## Demografia
Segundo o censo norte-americano de 2000, a sua população era de 999 habitantes.
Em 2006, foi estimada uma população de 984, um decréscimo de 15 (-1.5%).

## Geografia
De acordo com o United States Census Bureau tem uma área de
3,0 km², dos quais 3,0 km² cobertos por terra e 0,0 km² cobertos por água.

## Localidades na vizinhança
O diagrama seguinte representa as localidades num raio de 24 km ao redor de Omaha.